# 卢呼米·奇赫维米亚尼
卢呼米·奇赫维米亚尼（1993年5月3日—），格鲁吉亚男子柔道运动员，2019年欧洲运动会男子60公斤级金牌得主、2019年世界柔道锦标赛男子60公斤级金牌得主。他曾获国际柔道联合会颁发的2019/2020年年度最佳男子柔道运动员奖。